# Franz Colruyt
Franz Colruyt (Lembeek, 14 december 1901 - Halle, 4 november 1958) is de oprichter van het Belgische familiebedrijf Colruyt. Onder zijn leiding groeide een handel in koloniale waren uit tot een groothandel in droge voeding. Na zijn dood nam zijn zoon Jo Colruyt het bedrijf over.

## Carrière
Franz Colruyt was de tweede zoon in een gezin van 11 kinderen. Zijn vader Joseph was bakker en had een winkel onder de kerktoren in Lembeek (een deelgemeente van Halle). Franz Colruyt ging bij zijn vader aan de slag en leverde voedingswaren aan winkels en grote verbruikers. In 1928 besloot Franz Colruyt met de bakkerij te stoppen en een groothandel in koloniale waren zoals koffie en specerijen op te richten. Tot aan de oorlog bediende de groothandel vooral winkels rond de streek van Halle en Tubeke.
Na WO II groeide de zaak sterk en werd er een nieuw cliënteel in en rond Brussel opgebouwd. Franz Colruyt startte ook met het bottelen van wijn en het branden van koffie. Het familiebedrijf groeide uit tot een grossier in voedingswaren.
In 1950 richtte Franz Colruyt met een kapitaal van 5 miljoen frank (125.000 euro) de Etablissementen Franz Colruyt nv op. Zijn broers Henri en Jules zetten mee hun schouders onder de zaak.
In de jaren 50 gingen in België de eerste superettes en supermarkten open. Franz Colruyt opende als reactie hierop de Boni-winkels. Die werden uitgebaat door onafhankelijke winkeliers, die goederen bij Colruyt aankochten.
In 1958 nam zijn zoon Jo Colruyt samen met zijn broers de leiding van het bedrijf over. Op dat moment leverde het bedrijf al aan 800 kleine zelfstandige winkels en telde het zo’n 150 medewerkers.

## Persoonlijk
Franz Colruyt had veel aandacht voor begrippen als werkvereenvoudiging, efficiëntie, eenvoud en seriewerk. Ook uit noodzaak, want hij startte zijn zaak in een crisisjaar. Hij kwam tot de conclusie dat lage prijzen en weinig kosten het bedrijf konden helpen.